# Jessica McKellar
Jessica Tess McKellar (Fremont (California), 1987)
es una desarrolladora de software estadounidense, directora de ingeniería y autora.

## Educación
McKellar fue al Instituto Tecnológico de Massachusetts, donde estudió química e informática.

## Primeros años
McKellar nació en el Área de la Bahía de San Francisco en 1987, hija de Jane y Joel McKellar. Tiene un hermano pequeño llamado Max y una hermana pequeña llamada Olivia.

## Trabajo
McKellar comenzó a trabajar y fue directora de ingeniería en Ksplice, el cual fue adquirido por Oracle en 2011. En 2012, McKellar co-fundóo Zulip, una compañía de software de mensajería chat. En 2014, la compañía fue adquirida por Dropbox. Ha hablado en varias conferencias sobre los esfuerzos de superación para aumentar la diversidad de comunidades de código abierto.
Desde 2012, ha sido directora de la Python Software Foundation. En 2013 ganó el O'Reilly Open Source Award por sus contribuciones al lenguaje de programación Python. Es una colaboradora de Twisted, una estructura de marco de trabajo para Python. Es directora de ingeniería y la jefa de personal del VP de Ingeniería en Dropbox.

### Autora
McKellar es la coautora de dos libros de programación, ambos para la O'Reilly Media: Twisted Network Programming Essentials (2013) y Linux Device Drivers, 4.ª Edición".